# マスデバリア・ストロベリイ
マスデバリア・ストロベリイ Masdevallia strobelii は、ラン科植物の1種。小柄で、黄色い花を着ける。洋ランとして栽培される。

## 特徴
小型の多年生着生植物。根茎は短く、多数の葉を密生する。葉は長さ4-8cm、線状楕円形で扁平、やや硬い。
冬に花を着ける。花茎は3-6cmで一株から多数出る。花は花茎の先端に一つだけつく。花茎はやや立ち上がって先端は斜めに伸び、花は横を向いて開く。
花冠は長さ5cm、径7cm程度で、萼のみがよく発達し、花弁はごく小さい。萼片は基部は癒合して筒状で、先端に向かって開く。色は全体に黄色く、開いた先端部はやや白っぽい。背萼片の先端部は三角で後ろ向きに反り返り、先端は長い尾状になって後ろに伸びる。側萼片は左右融合し、やはり三角で背萼片よりやや大きく、先端はやはり尾状に伸びて後ろに曲がる。また内側には白い毛状の突起が一面にある。花弁はいずれも萼片の筒上部の奥にあって目立たない。側花弁は長方形で白く、唇弁は先端が倒卵形でやはり白い。
なお、種小名は導入に貢献した J. Strobel に献名されたものである。

## 分布と生育環境
エクアドル南部、サモラ・チンチペの標高1400-1700m付近に分布。疎林で樹木に着生している。

## 利用
花を観賞するために洋ランとして栽培される。この属のものは熱帯域でも標高の高いところに生育するものが多く、日本では往々に夏の暑さに負けて枯死する。その点、この種は比較的だが低標高のものであり、たとえばコッキネア等よりは栽培が容易である。
なお、交配親としても使用されており、ビーチアナ M. veitchiana との交配品はエンジェル・フロスト Masd. Angel Frost の名で呼ばれる。本種の特徴である萼片内面の毛状突起を受け継ぎ、ビーチアナの赤を受け継いで花色はより鮮やかである。また、この交配品種が交配親として定評があり、さらに多くの交配品種が作出されている。